# Limnophila campbelliana
Limnophila campbelliana là một loài ruồi trong họ Limoniidae. Chúng phân bố ở miền Australasia.